# Liste der Kulturdenkmäler in Wallhalben
In der Liste der Kulturdenkmäler in Wallhalben sind alle Kulturdenkmäler der rheinland-pfälzischen Ortsgemeinde Wallhalben einschließlich des Ortsteils Oberhausen aufgeführt. Grundlage ist die Denkmalliste des Landes Rheinland-Pfalz (Stand: 14. Dezember 2023).

## Denkmalzonen
| Bezeichnung                    | Lage                         | Baujahr | Beschreibung                                                       | Bild                           |
| ------------------------------ | ---------------------------- | ------- | ------------------------------------------------------------------ | ------------------------------ |
| Denkmalzone Jüdischer Friedhof | Wallhalben, Hauptstraße Lage | 1896    | 1896 angelegt, 14 Grabsteine; am Westrand des kommunalen Friedhofs | weitere Bilder Fotos hochladen |

## Einzeldenkmäler
| Bezeichnung              | Lage                                                                            | Baujahr                            | Beschreibung                                                                               | Bild                           |
| ------------------------ | ------------------------------------------------------------------------------- | ---------------------------------- | ------------------------------------------------------------------------------------------ | ------------------------------ |
| Wohn- und Geschäftshaus  | Wallhalben, Hauptstraße 12 Lage                                                 | zweite Hälfte des 19. Jahrhunderts | Wohn- und Geschäftshaus, zweite Hälfte des 19. Jahrhunderts                                | Fotos hochladen                |
| Evangelische Pfarrkirche | Wallhalben, Hauptstraße 13 Lage                                                 | 15. oder frühes 16. Jahrhundert    | neugotische zweischiffige Halle, 1905/06, Chorturm aus dem 15. oder frühen 16. Jahrhundert | weitere Bilder Fotos hochladen |
| Quereinhaus              | Wallhalben, Hauptstraße 14 Lage                                                 | 1790                               | Fachwerk-Quereinhaus, teilweise massiv, bezeichnet 1790                                    | weitere Bilder Fotos hochladen |
| Wohnhaus                 | Wallhalben, Hettenhauser Straße 3 Lage                                          | 1848                               | Unterstallhaus; Krüppelwalmdachbau, bezeichnet 1848                                        | Fotos hochladen                |
| Wallhalber Mühle         | Wallhalben, Mühlweg 3 Lage                                                      | 1780                               | ehemalige Mühle; Krüppelwalmdachbau, bezeichnet 1780 (oder 1789)                           | weitere Bilder Fotos hochladen |
| Wohnhaus                 | Oberhausen, Landstuhler Straße 17 Lage                                          | 1911                               | späthistoristisches Wohnhaus, bezeichnet 1911                                              | weitere Bilder Fotos hochladen |
| Wohnhaus                 | Oberhausen, Landstuhler Straße 19 Lage                                          | 1909                               | späthistoristisches Wohnhaus, bezeichnet 1909                                              | weitere Bilder Fotos hochladen |
| Wohnhaus                 | Oberhausen, Landstuhler Straße 20 Lage                                          | 1901                               | späthistoristisches Wohnhaus, bezeichnet 1901                                              | weitere Bilder Fotos hochladen |
| Brunnen                  | Oberhausen, Zweibrücker Straße, Ecke Landstuhler Straße Lage                    | 19. Jahrhundert                    | ehemaliger Waschbrunnen, 19. Jahrhundert                                                   | weitere Bilder Fotos hochladen |
| Friedhofskreuz           | Oberhausen, Zweibrücker Straße, auf dem Friedhof Lage                           | 1894                               | Friedhofskreuz, bezeichnet 1894                                                            | Fotos hochladen                |
| Wohnhaus                 | Oberhausen, Zweibrücker Straße 1 Lage                                           | 1821                               | eingeschossiges nachbarockes Wohnhaus, bezeichnet 1821, um 1900 erhöht                     | Fotos hochladen                |
| Ludwig-Katz-Haus         | Oberhausen, Zweibrücker Straße 2–4 Lage                                         | um 1800                            | Krüppelwalmdachbau, um 1800                                                                | weitere Bilder Fotos hochladen |
| Wohn- und Geschäftshaus  | Oberhausen, Zweibrücker Straße 6 Lage                                           | zweite Hälfte des 19. Jahrhunderts | Wohn- und Geschäftshaus, zweite Hälfte des 19. Jahrhunderts                                | weitere Bilder Fotos hochladen |
| Schulhaus                | Oberhausen, Zweibrücker Straße 12 Lage                                          |                                    | ehemalige Schule                                                                           | weitere Bilder Fotos hochladen |
| Kriegerdenkmäler         | Oberhausen, Zweibrücker Straße, oberhalb von Nr. 12 über Treppe erreichbar Lage | ab 1899                            | Kriegerdenkmal 1870/71, 1899 errichtet; Kriegerdenkmal 1914/18                             | Fotos hochladen                |
| Quereinhaus              | Oberhausen, Zweibrücker Straße 20 Lage                                          | 1828                               | Quereinhaus, traufständiger Putzbau, bezeichnet 1828                                       | weitere Bilder Fotos hochladen |